# جزیره وایت (مجمع‌الجزایر راس)
جزیره وایت (انگلیسی: White Island) یک جزیره در مجمع‌الجزایر راس در جنوبگان است و طول آن ۲۸ کیلومتر (۱۵ مایل دریایی) می‌باشد. این جزیره در اکتشافات بین سال‌های ۰۴–۱۹۰۱ کشف شده است.